# 穆昂-萨尔图
穆昂-萨尔图（法語：Mouans-Sartoux，法語發音：[mwɑ̃ saʁtu]）是法国滨海阿尔卑斯省的一个市镇，位于该省南部，属于格拉斯区。该市镇于1858年由原市镇穆昂（Mouans）和萨尔图（Sartoux）合并而成。

## 地理
穆昂-萨尔图（43°37'12"N, 6°58'19"E）面积13.52 平方千米，位于法国普罗旺斯-阿尔卑斯-蓝色海岸大区滨海阿尔卑斯省，该省份为法国东南部沿海省份，南濒地中海，西南至瓦尔省，西北接上普罗旺斯阿尔卑斯省，北部和东部与意大利接壤。
与穆昂-萨尔图接壤的市镇（或旧市镇、城区）包括：格拉斯、穆然、佩戈马、锡亚涅河畔拉罗凯特、瓦尔博讷、格拉斯新堡。

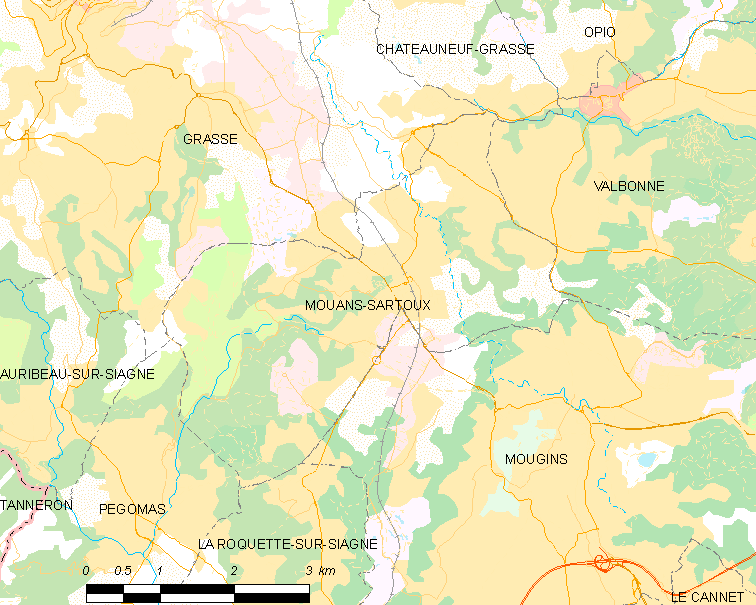
穆昂-萨尔图的OSM定位图

穆昂-萨尔图的时区为UTC+01:00、UTC+02:00（夏令时）。

## 行政
穆昂-萨尔图的邮政编码为06370，INSEE市镇编码为06084。

## 政治
穆昂-萨尔图所属的省级选区为格拉斯第二县。

## 人口

1962-2008年间穆昂-萨尔图人口变化图示

穆昂-萨尔图于2022年1月1日时的人口数量为10847人。